# بوشيني مشرقي
بوشيني مشرقي (الاسم العلمي: Puccinia orientalis) هو نوع من الفطريات يتبع جنس البوشيني من فصيلة البوشينية.